# انایواری
انایواری (به انگلیسی: Anaivari) یک منطقهٔ مسکونی در هند است که در تامیل نادو واقع شده‌است.